# Psilopsiagon
Psilopsiagon Ridgway, 1912 è un genere di uccelli della famiglia degli Psittacidi.

## Tassonomia
Il genere comprende le seguenti specie:
- Psilopsiagon aurifrons (Lesson, 1830) - parrocchetto montano
- Psilopsiagon aymara (d'Orbigny, 1839) - parrocchetto cappuccino